# سيدني لوميت
سيدني لوميت (بالإنجليزية: Sidney Lumet)‏ (25 يونيو 1924-9 إبريل 2011) مخرج ومنتج وكاتب سيناريو أمريكي وواحد من أكثر المخرجيين الأمريكيين غزارة في الإنتاج. قام بإخراج أكثر من خمسون فيلماً. منها 12 رجلا غاضبا وعصر يوم قائظ، ترشح لخمسة جوائز أوسكار، فاز بجائزة أوسكار فخرية عن مجمل أعماله.

## نشأته

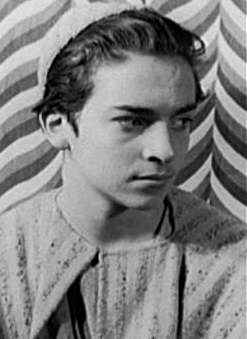
لوميت في صغره خلال تمثيل في مسرحية

ولد سيدني لوميت في مدينة فيلادلفيا بولاية بنسيلفانيا عام 1924، لأب احترف مهنة التمثيل ولأم احترفت فن الرقص، وكغيره من الفنانين ساعدته هذه الأجواء العائلية الفنية ان يقترب شيئآ فشيئآ من عالم الفن حتى دخل مسارح برودواي في الثلاثينات من القرن الماضي ليبدأ بعدها أولى خطواته السينمائية. لكن كممثل في فيلم يدعى One Third Of Nation عام 1939، ليواصل بعدها اعتلاء مسرح برودواي ممثلآ ومن ثم مخرجآ. وهنا تنتهي مرحلة بداياته الفنية الأولى.

## السيرة السينمائية

### الخمسينات
في مطلع الخمسينات وقع لوميت عقدآ مع مؤسسة CBS التليفزيونية، وقام عام 1952 بإخراج الكثير من حلقات مسلسل الجرائم والتحقيقات Danger، وعدة مسلسلات ناجحة ليصبح أهم مخرج تليفزيوني في تلك الحقبة.
وفي ال 1957 م جاءت الفرصة التي طالما انتظرها عندما اختاره الممثل الأسطورة هنري فوندا لأخراج فيلم 12 رجلا غاضبا الذي نجح نجاحآ باهرآ وأصبح عن جدارة إحدى أهم أفلام هوليوود، وحقق حلم لوميت بالترشح للأوسكار وبأول عمل ينجزه للسينما وهذه تعد سابقة وانجاز في حد ذاتها. وبعدها أمضى عقد الخمسينات بأفلام أقل مستوى باستثناء فيلم The Fugtive Kind عام1959 الذي جمعه مع العملاق مارلون براندو أحد خريجي أستوديو الممثل، حيث كان لوميت من أهم داعمي خريجي هذه المدرسة الكبيرة. ومن هنا يتضح لنا مدى اهتمامه بالجانب التمثيلي واتقان الأداء قبل كل شيء.

### الستينات
في عقد الستينات لمع اسم سيدني لوميت عاليآ كأحد أبرز المخرجين الشباب أمثال الراحل ستانلي كوبريك الذي كان يصغره سنا والذين غيروا من شكل السينما واعطوا لها بعداً آخر، فأخرج عشرة أفلام كان مستواها متفاوت بين الجيد والأقل جودة، أبرزها فيلم The Pawnbroker عام 1964 والذي يتحدث عن محرقة الهولوكوست التي ارتكبها النازيون ضد اليهود. وتعاون مرة أخرى فيها مع أحد أبناء أستوديو الممثل الراحل رود ستايغر الذي لعب دور أحد الناجين من هذه المحرقة وترشح للأوسكار عن دوره في الفيلم. وبعدها جرب خوض مضمار الأعمال الضخمة فأخرج عام 65 الفيلم الحربي THE HILL والذي تدور احداثه أيام الحرب العالمية الثانية وكان باكورة تعاونه مع نجمه المفضل شين كونري.

### السبعينات
في عام 1971 أخرج فيلم الجريمة والتشويق الدرامي The Anderson Tapes مع شين كونري وحقق العمل نجاحاً جماهيرياً وقتها، ليعيد الكرة مرة أخرى مع كونري في فيلم تشويقي آخر عام 73م بعنوان The Offence.
وفي عام 1974 جمع لوميت مجموعة هائلة من النجوم تتقدمهم إنغريد بيرغمان، وأيقونة هوليوود لوران باكول وأنطوني بيركنز وألبرت فيني وشين كونري مجدداً في فيلم مقتبس من إحدى أشهر الروايات البوليسية في القرن العشرين جريمة في قطار الشرق السريع Murder on the orient Express للكاتبة الشهيرة أغاثا كريستي وترشح الفيلم لستة جوائز أوسكار، ونالت بيرغمان جائزة الأوسكار لأفضل ممثلة مساعدة.
وشهد عقد السبعينات لقاء بين لوميت وآل باتشينو في عملين غيرا من مسيرتيهما واضاف لهما الكثير، فأما الفيلم الأول فهو Sepico عام 1973 والذي يروي قصة واقعية لشرطي بسيط يقف بوجه الفساد المستشري في شرطة نيويورك، ورشح عن دوره هنا لأوسكار أفضل ممثل بينما نال جائزة الغولدن غلوب.
وجاء عام 1975 ليشهد ثاني لقاء بينهما في فيلم Dog Day Afternoon المأخوذة عن قصة حقيقية تدور أحداثها في مدينة نيويورك عن سرقة بنك، رشح الفيلم لستة جوائز أوسكار تضمنت: أفضل فيلم، أفضل إخراج، أفضل ممثل، بينما فاز الفيلم بأوسكار أفضل سيناريو أصلي.استمر بعدها سيدني لوميت في الإخراج عندما قدم في العام الذي فيلم Network عام 1976 والتي استمر فيها بتسليط الضوء على فساد آخر ليس في الشرطة هذه المرة بل في الإعلام ليبين غشه وكذبه على الناس إذا ساء استغلاله، وسيطر هذا الفيلم تلك السنة على أجواء الأوسكار حيث رشح لعشرة جوائز أوسكار منها أفضل فيلم وأفضل مخرج، وفاز في أربعة جوائز هي: أفضل ممثل، أفضل ممثلة وأفضل ممثلة ثانوية وأفضل سيناريو أصلي.

### الثمانينات والتسعينات
أخرج فيلم The Prince of The Cityعام 1981 والمأخوذ أيضاً من أحداث واقعية عن الفساد الداخلي في شرطة نيويورك؛ نال على إثرها لوميت رابع ترشيح له للأوسكار كأفضل سيناريو مقتبس، وفي عام 1982 أخرج لوميت فيلم The Verdict من بطولة بول نيومان، ونال عنه خامس وآخر ترشيح له للأوسكار بينما ترشح الفيلم لخمسة أوسكارات بينها أفضل فيلم وأفضل ممثل.وفي عام 1988 قدم دراما مؤثرة بعنوان Runing On Empty كان لها نصيب في الترشح للأوسكار والغولدن غلوب، أما عام 1989 فشهد التعاون الخامس والأخير بينه وبين صديقه شين كونري في الفيلم الكوميدي Family Business بمشاركة داستين هوفمان وماثيو برودريك.
أما في التسعينات فقد أخرج لوميت فيلم Q & A عام 1990 بطولة النجم نيك نولت، وفيلم Night Falls On Manhattan عام 97 بطولة النجم أندي غارسيا. وقدم عام 99 إعادة لفيلم مستقل اشتهر في الستينات بعنوان Gloria لعبت دور البطولة فيه شارون ستون.

## وفاته
توفى لوميت في يوم 9 إبريل 2011 وهو في سكنه في مانهاتن بسبب ورم لمفي.

## روابط خارجية
- سيدني لوميت على موقع IMDb (الإنجليزية)
- سيدني لوميت على موقع ميتاكريتيك (الإنجليزية)
- سيدني لوميت على موقع الموسوعة البريطانية (الإنجليزية)
- سيدني لوميت على موقع روتن توميتوز (الإنجليزية)
- سيدني لوميت على موقع مونزينجر (الألمانية)
- سيدني لوميت على موقع قاعدة بيانات الأفلام العربية
- سيدني لوميت على موقع ألو سيني (الفرنسية)
- سيدني لوميت على موقع تيرنر كلاسيك موفيز (الإنجليزية)
- سيدني لوميت على موقع أول موفي (الإنجليزية)
- سيدني لوميت على موقع قاعدة بيانات برودواي على الإنترنت (الإنجليزية)